# Igor Kravtchouk
Pour les articles homonymes, voir Kravtchouk.
Temple de la renommée russe : 2014
Igor Aleksandrovitch Kravtchouk - russe : Игорь Александрович Кравчук - (né le 13 septembre 1966 à Oufa en URSS) est un joueur professionnel russe de hockey sur glace devenu entraîneur.

## Carrière
Kravtchouk commence sa carrière dans le club de sa ville natale, le Salavat Ioulaïev Oufa en 1982. Il rejoint ensuite le CSKA Moscou avec lequel il remporte deux titres de champion consécutifs en 1988 et 1989. Il joue encore trois saisons avec le CSKA puis rejoint la Ligue nationale de hockey en 1992 et les Blackhawks de Chicago qui l'ont choisi à la 71e position du repêchage 1991. Il termine la saison avec les Blackhawks et participe à 18 matchs des séries éliminatoires, perdant en finale de la coupe Stanley contre les Penguins de Pittsburgh.
Le 24 février 1993, il est échangé avec Dean McAmmond aux Oilers d'Edmonton en retour de Joe Murphy. Il joue deux saisons complètes avec les Oilers avant d'être échangé en 1996 avec Ken Sutton aux Blues de Saint-Louis contre Jeff Norton et Donald Dufresne. Il est ensuite échangé aux Sénateurs d'Ottawa lors de l'été 1997. En tant que joueur des Sénateurs, il participe au Match des étoiles de la LNH en 1999. Réclamé par les Flames de Calgary en 2000, il change à nouveau d'équipe avant de signer un dernier contrat avec les Panthers de la Floride pour la saison 2002-2003 mais ne joue que 7 matchs.
Parallèlement à sa carrière en club, il participe à quatre Jeux olympiques d'hiver. Tout d'abord en 1988, il remporte la médaille d'or avec l'équipe d'URSS. En 1992, c'est avec l'équipe unifiée qu'il remporte sa deuxième médaille d'or. Il fait ensuite partie de l'équipe russe qui remporte la médaille d'argent en 1998 et la médaille de bronze en 2002.
Il remporte également la médaille d'argent lors de la Coupe Canada 1987 et les médailles d'or en 1990 et de bronze en 1991 aux championnats du monde.

## Statistiques
| Saison     | Équipe                 | Ligue      |     | Saison régulière | Saison régulière | Saison régulière | Saison régulière | Saison régulière |   | Séries éliminatoires | Séries éliminatoires | Séries éliminatoires | Séries éliminatoires | Séries éliminatoires |
| Saison     | Équipe                 | Ligue      | PJ  | B                | A                | Pts              | Pun              | PJ               | B | A                    | Pts                  | Pun                  |                      |                      |
| 1982-1983  | Salavat Ioulaïev Oufa  | URSS       | 10  | 0                | 0                | 0                | 0                |                  |   |                      |                      |                      |                      |                      |
| 1984-1985  | Salavat Ioulaïev Oufa  | URSS       | 50  | 3                | 2                | 5                | 22               |                  |   |                      |                      |                      |                      |                      |
| 1985-1986  | Salavat Ioulaïev Oufa  | URSS       | 21  | 2                | 2                | 4                | 6                |                  |   |                      |                      |                      |                      |                      |
| 1986-1987  | Salavat Ioulaïev Oufa  | URSS       | 20  | 2                | 2                | 4                | 10               |                  |   |                      |                      |                      |                      |                      |
| 1986-1987  | Salavat Ioulaïev Oufa  | URSS       | 22  | 0                | 1                | 1                | 8                |                  |   |                      |                      |                      |                      |                      |
| 1987-1988  | CSKA Moscou            | URSS       | 47  | 1                | 8                | 9                | 12               |                  |   |                      |                      |                      |                      |                      |
| 1988-1989  | CSKA Moscou            | URSS       | 22  | 3                | 4                | 7                | 2                |                  |   |                      |                      |                      |                      |                      |
| 1989-1990  | CSKA Moscou            | URSS       | 48  | 1                | 3                | 4                | 16               |                  |   |                      |                      |                      |                      |                      |
| 1990-1991  | CSKA Moscou            | URSS       | 41  | 6                | 5                | 11               | 16               |                  |   |                      |                      |                      |                      |                      |
| 1991-1992  | CSKA Moscou            | URSS       | 30  | 3                | 8                | 11               | 6                |                  |   |                      |                      |                      |                      |                      |
| 1991-1992  | Blackhawks de Chicago  | LNH        | 18  | 1                | 8                | 9                | 4                | 18               | 2 | 6                    | 8                    | 8                    |                      |                      |
| 1992-1993  | Blackhawks de Chicago  | LNH        | 38  | 6                | 9                | 15               | 30               |                  |   |                      |                      |                      |                      |                      |
| 1992-1993  | Oilers d'Edmonton      | LNH        | 17  | 4                | 8                | 12               | 2                |                  |   |                      |                      |                      |                      |                      |
| 1993-1994  | Oilers d'Edmonton      | LNH        | 81  | 12               | 38               | 50               | 16               |                  |   |                      |                      |                      |                      |                      |
| 1994-1995  | Oilers d'Edmonton      | LNH        | 36  | 7                | 11               | 18               | 29               |                  |   |                      |                      |                      |                      |                      |
| 1995-1996  | Oilers d'Edmonton      | LNH        | 26  | 4                | 4                | 8                | 10               |                  |   |                      |                      |                      |                      |                      |
| 1995-1996  | Blues de Saint-Louis   | LNH        | 40  | 3                | 12               | 15               | 24               | 10               | 1 | 5                    | 6                    | 4                    |                      |                      |
| 1996-1997  | Blues de Saint-Louis   | LNH        | 82  | 4                | 24               | 28               | 35               | 2                | 0 | 0                    | 0                    | 2                    |                      |                      |
| 1997-1998  | Sénateurs d'Ottawa     | LNH        | 81  | 8                | 27               | 35               | 8                | 11               | 2 | 3                    | 5                    | 4                    |                      |                      |
| 1998-1999  | Sénateurs d'Ottawa     | LNH        | 79  | 4                | 21               | 25               | 32               | 4                | 0 | 0                    | 0                    | 0                    |                      |                      |
| 1999-2000  | Sénateurs d'Ottawa     | LNH        | 64  | 6                | 12               | 18               | 20               | 6                | 1 | 1                    | 2                    | 0                    |                      |                      |
| 2000-2001  | Sénateurs d'Ottawa     | LNH        | 15  | 1                | 5                | 6                | 14               |                  |   |                      |                      |                      |                      |                      |
| 2000-2001  | Flames de Calgary      | LNH        | 37  | 0                | 8                | 8                | 4                |                  |   |                      |                      |                      |                      |                      |
| 2001-2002  | Flames de Calgary      | LNH        | 78  | 4                | 22               | 26               | 19               |                  |   |                      |                      |                      |                      |                      |
| 2002-2003  | Panthers de la Floride | LNH        | 7   | 0                | 1                | 1                | 4                |                  |   |                      |                      |                      |                      |                      |
| Totaux LNH | Totaux LNH             | Totaux LNH | 699 | 64               | 210              | 274              | 251              | 51               | 6 | 15                   | 21                   | 18                   |                      |                      |

## Transactions
- 24 février 1993 : échangé à Edmonton.
- 4 janvier 1996 : échangé à Saint-Louis.
- 25 août 1997 : échangé à Ottawa.
- 10 novembre 2000 : réclamé au ballottage par Calgary.
- 11 mars 2003 : signe comme joueur autonome avec la Floride.

## Honneurs et trophées
- 1987 :  Coupe Canada
- 1988 :  Jeux olympiques
- 1990 :  Championnat du monde
- 1991 :  Championnat du monde
- 1992 :  Jeux olympiques
- 1998 :  Jeux olympiques
- 1999 : Match des étoiles de la LNH.
- 2002 :  Jeux olympiques